# Club Deportivo Everest
Il Club Deportivo Everest, in passato noto come Círculo Deportivo Everest, è una società calcistica ecuadoriana, con sede nella città di Guayaquil.
Fondato il 2 febbraio 1931, disputa nella stagione 2014 il campionato di Segunda Categoría, corrispondente al terzo livello del campionato ecuadoriano di calcio.
Ha vinto un campionato nazionale, nell'edizione 1962, nonché l'unica edizione della Supercopa Ecuatoriana, sette anni più tardi. È anche famosa per aver formato Alberto Spencer, considerato il più grande calciatore ecuadoriano di ogni tempo, all'Everest dal 1954 al 1960.

## Storia
Nel 1951 l'Everest partecipò al primo torneo professionistico del calcio ecuadoriano, il campionato del Guayas, sfiorando il titolo: si piazzò infatti secondo, alle spalle del Río Guayas.
Nel 1959, durante una partita contro il Peñarol, Alberto Spencer realizzò un gol particolarmente spettacolare, saltando con un sombrero due avversari: i dirigenti uruguayani decisero perciò di acquistare il giovane attaccante ecuadoriano e l'affare si concluse il 23 febbraio 1960 con il trasferimento di Spencer in Uruguay dietro pagamento di 10 000 dollari.
Dopo aver ottenuto la vittoria nel campionato del Guayas 1960, l'Everest disputò il nuovo campionato di Primera Categoría, conquistando nel 1962 il titolo di campione nazionale. In virtù di questo risultato, il club ha rappresentato l'Ecuador nella Copa de Campeones de América 1963, disputando due partite contro il Peñarol conclusesi con due sconfitte: 5-0 in casa e 9-1 a Montevideo. Da ciò deriva per i rosso-blu un singolare primato, vale a dire il 197º ed ultimo posto nella classifica assoluta della Coppa Libertadores.
Nel 1969 l'Everest partecipò alla Supercopa Ecuatoriana, torneo al quale vennero invitate tutte le squadre che sino a quel momento avevano vinto il campionato nazionale, aggiudicandosi il trofeo. L'anno seguente si classificò secondo alla Copa Ecuador ma ultimo in campionato e retrocesse in Segunda Categoría, all'epoca il secondo livello del campionato. Solo nel 1976 ottenne la promozione in Primera Categoría Serie B, nuova divisione creata nel frattempo. Nel 1979 arrivò anche il ritorno in Primera Categoría Serie A, dove il club giocò tre stagioni. Retrocesso nel 1983, l'Everest non ha più recuperato il posto in massima serie, avendo giocato da allora sempre in Segunda Categoría.

## Palmarès

### Competizioni nazionali
- Campionato ecuadoriano: 1

1962
- Supercopa Ecuatoriana: 1

1969
- Campionato di Segunda Categoría: 1

1976

### Competizioni regionali
- Campionato del Guayas: 1

1960
- Segunda Categoría (Guayas): 6

1967, 1972, 1976, 1984, 1996, 1998

### Altri piazzamenti
- Campionato ecuadoriano:

Terzo posto: 1961
- Copa Ecuador: finalista

1970
- Campionato di Primera Categoría Serie B: secondo posto

1979
- Segunda Categoría: secondo posto

1984